# Jan Vandrey
Jan Vandrey (11 dicembre 1991) è un canoista tedesco,vincitore della madglia d'oro a Rio de Janeiro 2016 nel C2 1000 m in coppia con Sebastian Brendel.

## Palmarès
- Olimpiadi

Rio de Janeiro 2016: oro nel C2 1000m.
- Mondiali

Račice 2017: oro nel C4 1000m.
Seghedino 2019: argento nel C4 500m.
- Campionati europei di canoa/kayak sprint:

Plovdiv 2017: argento nel C4 1000m.